# Lijst van voetbalinterlands Noord-Macedonië - Slowakije
Deze lijst van voetbalinterlands is een overzicht van alle officiële voetbalwedstrijden tussen de nationale teams van Noord-Macedonië (het land speelde tussen 1993 en 2019 onder de naam Macedonië) en Slowakije. De landen speelden tot op heden acht keer tegen elkaar, te beginnen met een kwalificatiewedstrijd voor het Wereldkampioenschap voetbal 2002 op 3 september 2000 in Bratislava. Het laatste duel, een kwalificatiewedstrijd voor het Europees kampioenschap voetbal 2016, werd gespeeld in Žilina op 14 juni 2015.

## Wedstrijden
| № | Plaats     | Datum             | Competitie           | Wedstrijd             | Uitslag |
| - | ---------- | ----------------- | -------------------- | --------------------- | ------- |
| 1 | Bratislava | 3 september 2000  | WK 2002 kwalificatie | Slowakije – Macedonië | 2 – 0   |
| 2 | Skopje     | 7 oktober 2001    | WK 2002 kwalificatie | Macedonië – Slowakije | 0 – 5   |
| 3 | Skopje     | 29 maart 2003     | EK 2004 kwalificatie | Macedonië – Slowakije | 0 – 2   |
| 4 | Bratislava | 10 september 2003 | EK 2004 kwalificatie | Slowakije – Macedonië | 1 – 1   |
| 5 | Bratislava | 3 september 2010  | EK 2012 kwalificatie | Slowakije – Macedonië | 1 – 0   |
| 6 | Skopje     | 11 oktober 2011   | EK 2012 kwalificatie | Macedonië – Slowakije | 1 – 1   |
| 7 | Skopje     | 15 november 2014  | EK 2016 kwalificatie | Macedonië – Slowakije | 0 – 2   |
| 8 | Žilina     | 14 juni 2015      | EK 2016 kwalificatie | Slowakije − Macedonië | 2 − 1   |

## Samenvatting
| Competitie      | Totaal gespeeld | Winst Noord-Macedonië | Gelijk | Winst Slowakije | Doelsaldo Noord-Macedonië – Slowakije |
| --------------- | --------------- | --------------------- | ------ | --------------- | ------------------------------------- |
| WK-kwalificatie | 2               | 0                     | 0      | 2               | 0 − 7                                 |
| EK-kwalificatie | 6               | 0                     | 2      | 4               | 3 − 9                                 |
| Totaal          | 8               | 0                     | 2      | 6               | 3 − 16                                |

## Details

### Eerste ontmoeting
| WK 2002 kwalificatie (Bratislava, Slowakije, 3 september 2000): |       |           |
| Slowakije                                                       | 2 – 0 | Macedonië |
| Goran Stavrevski 3' (e.d.) Igor Demo 74'                        | goals |           |

### Tweede ontmoeting
| WK 2002 kwalificatie (Skopje, Macedonië, 7 oktober 2001):                                     |       |                                                                                        |
| Macedonië                                                                                     | 0 – 5 | Slowakije                                                                              |
|                                                                                               | goals | 27' Ľubomír Reiter 57' Peter Dzúrik 72' Peter Németh 81' Attila Pinte 90' Tomáš Oravec |
| - Debuut van Anton Šoltís (Artmedia Petržalka) en Ľubomír Reiter (MŠK Žilina) voor Slowakije. |       |                                                                                        |

### Derde ontmoeting
| EK 2004 kwalificatie (Skopje, Macedonië, 29 maart 2003): |       |                                        |
| Macedonië                                                | 0 – 2 | Slowakije                              |
|                                                          | goals | 28' Martin Petráš 90+3' Ľubomír Reiter |

### Vierde ontmoeting
| EK 2004 kwalificatie (Bratislava, Slowakije, 10 september 2003): |       |                        |
| Slowakije                                                        | 1 – 1 | Macedonië              |
| Szilárd Németh 25'                                               | goals | 62' Dragan Dimitrovski |
| - Debuut van Slavčo Georgievski (FK Vardar) voor Macedonië.      |       |                        |

### Vijfde ontmoeting
| EK 2012 kwalificatie (Bratislava, Slowakije, 3 september 2010): |       |           |
| Slowakije                                                       | 1 – 0 | Macedonië |
| Filip Hološko 90'                                               | goals |           |

### Zesde ontmoeting
| EK 2012 kwalificatie (Skopje, Macedonië, 11 oktober 2011): |              | |
| Macedonië | 1 – 1        | Slowakije |
| Nikolče Noveski 80' | goals        | 54' Juraj Piroska |
| John Toshack | bondscoach   | Vladimír Weiss |
| Martin Bogatinov Vanče Šikov Nikolče Novevski Ivan Tričkovski Muhamed Demiri Mario Gjurovski Samir Fazli 46' Vlatko Grozdanoski 84' Daniel Mojsov Aleksandar Lazevski Vlade Lazarevski 64' | opstellingen | Ján Mucha Peter Pekarík Vladimír Weiss 88' Róbert Jež 87' Juraj Piroska Ľubomír Michalík Tomáš Hubočan 46' Kornel Saláta Marek Hamšík Erik Jendrišek Juraj Kucka |
| Robert Petrov 46' Filip Ivanovski 64' Aleksandar Trajkovski 84' | wissels      | 46' Marek Čech 87' Filip Hološko 88' Peter Grajciar |
| Daniel Mojsov 9' | gele kaarten | 81' Erik Jendrišek |

### Zevende ontmoeting
| EK 2016 kwalificatie (scheidsrechter Pedro Proença, Skopje, 15 november 2014): |              | |
| Macedonië | 0 – 2        | Slowakije |
| | goals        | 25' Juraj Kucka 38' Adam Nemec |
| Boško Đurovski | bondscoach   | Ján Kozák |
| Tome Pačovski Vanče Šikov Muhamed Demiri 74' Daniel Mojsov Stefan Ristovski Ezgjan Alioski Arijan Ademi Besart Abdurahimi Aco Stojkov 46' Krste Velkoski 70' Aleksandar Trajkovski | opstellingen | Matúš Kozáčik Martin Škrtel Tomáš Hubočan 46' Peter Pekarík Ján Ďurica Marek Hamšík 55' Juraj Kucka Viktor Pečovský Miroslav Stoch 78' Vladimír Weiss Adam Nemec |
| Jovan Kostovski 46' Mirko Ivanovski 70' David Babunski 74' | wissels      | 46' Dušan Švento 55' Filip Kiss 78' Michal Ďuriš |
| Jovan Kostovski 90+1' | gele kaarten | 73' Martin Škrtel |
| - 29ste en laatste interland voor scheidsrechter Pedro Proença (Portugal). |              | |

### Achtste ontmoeting
| EK 2016 kwalificatie (scheidsrechter Kenn Hansen, Žilina, 14 juni 2015):                                                                                        |              | |
| Slowakije | 2 – 1        | Macedonië |
| Kornel Saláta 8' Marek Hamšík 38' | goals        | 69' Arijan Ademi |
| Ján Kozák | bondscoach   | Ljubinko Drulović |
| Matúš Kozáčik Martin Škrtel Tomáš Hubočan Peter Pekarík Kornel Saláta Marek Hamšík 80' Juraj Kucka 73' Viktor Pečovský Vladimír Weiss Róbert Mak Adam Nemec 85' | opstellingen | Tome Pačovski Aleksandar Todorovski Daniel Mojsov Vladimir Dimitrovski Duško Trajćevski Leonard Žuta Arijan Ademi 82' Muarem Ferhan Hasani 56' Aleksandar Trajkovski 89' Agim Ibraimi |
| Patrik Hrošovský 73' Ondrej Duda 80' Filip Hološko 85' | wissels      | 56' Mirko Ivanovski 82' Krste Velkoski 89' Besart Abdurahimi |
| Juraj Kucka 26' Martin Škrtel 28' Vladimír Weiss 86' | gele kaarten | |
| | rode kaarten | 23', 84' Ferhan Hasani |
| - Debuut van Vladimir Dimitrovski (AC Kerkyra) en Leonard Žuta (BK Häcken) voor Macedonië.                                                                      |              | |

FFM · A-internationals · Bondscoaches · Statistieken · Macedonisch vrouwenelftal · Olympisch elftal · Noord-Macedonië U21 · Noord-Macedonië U20 · Noord-Macedonië U19 · Noord-Macedonië U18 · Noord-Macedonië U17 · Noord-Macedonië U16
1993 – 1999 ·
2000 – 2009 ·
2010 – 2019 ·
2020 − 2029
EK 2020
1993 · 
1994 · 
1995 · 
1996 · 
1997 · 
1998 · 
1999 · 
2000 · 
2001 · 
2002 · 
2003 · 
2004 · 
2005 · 
2006 · 
2007 · 
2008 · 
2009 · 
2010 · 
2011 · 
2012 · 
2013 · 
2014 · 
2015 · 
2016 ·
2017 ·
2018 ·
2019 ·
2020 ·
2021 ·
2022 ·
2023
Albanië ·
Andorra ·
Angola ·
Armenië ·
Australië ·
Azerbeidzjan ·
Bahrein ·
België ·
Bosnië en Herzegovina ·
Bulgarije ·
Canada ·
China ·
Cyprus ·
Denemarken ·
Duitsland ·
Ecuador ·
Egypte ·
Engeland ·
Estland ·
Faeröer ·
Finland ·
Georgië ·
Gibraltar ·
Hongarije ·
Ierland ·
IJsland ·
Iran ·
Israël ·
Italië ·
Jamaica ·
Joegoslavië ·
Kameroen ·
Kazachstan ·
Kosovo ·
Kroatië ·
Letland ·
Libanon ·
Liechtenstein ·
Litouwen ·
Luxemburg ·
Malta ·
Moldavië ·
Montenegro ·
Nederland ·
Nigeria ·
Noorwegen ·
Oekraïne ·
Oman ·
Oostenrijk ·
Paraguay ·
Polen ·
Portugal ·
Qatar ·
Roemenië ·
Rusland ·
Saoedi-Arabië ·
Schotland ·
Servië ·
Slovenië ·
Slowakije ·
Spanje ·
Tsjechië ·
Turkije ·
Verenigde Staten ·
Wales ·
Wit-Rusland · 
Zuid-Korea ·
Zweden
Nederland (2021) · 
Oekraïne (2021) · 
Oostenrijk (2021)
SFZ · A-internationals · Bondscoaches · Statistieken · Slowaaks vrouwenelftal · Olympisch elftal · Slowakije U21 · Slowakije U20 · Slowakije U19 · Slowakije U18 · Slowakije U17 · Slowakije U16
1939 – 1944 · 1992 – 1999 · 2000 – 2009 · 2010 – 2019 · 2020 − 2029
EK's: 2016 · 2020 · 2024
WK's: 2010
OS: 2000
1939 · 1940 · 1941 · 1942 · 1943 · 1944 · 1945–1991 · 1992 · 1993 · 1994 · 1995 · 1996 · 1997 · 1998 · 1999 · 2000 · 2001 · 2002 · 2003 · 2004 · 2005 · 2006 · 2007 · 2008 · 2009 · 2010 · 2011 · 2012 · 2013 · 2014 · 2015 · 2016 · 2017 · 2018 · 2019 · 2020 · 2021
Algerije · 
Andorra · 
Argentinië ·
Armenië · 
Australië · 
Azerbeidzjan · 
België · 
Bolivia · 
Bosnië en Herzegovina · 
Brazilië · 
Bulgarije · 
Chili · 
Colombia · 
Costa Rica · 
Cyprus · 
Denemarken · 
Duitsland · 
Egypte · 
Engeland · 
Estland · 
Faeröer · 
 Finland · 
Frankrijk · 
Georgië · 
Gibraltar · 
Griekenland · 
Guatemala · 
Hongarije · 
Ierland · 
IJsland · 
Iran · 
Israël · 
Italië · 
Japan · 
Joegoslavië · 
Jordanië · 
Kameroen · 
Kazachstan ·
Koeweit ·
Kroatië · 
Letland · 
Libanon ·
Liechtenstein · 
Litouwen ·
Luxemburg · 
Malta · 
Marokko · 
Mexico ·
Moldavië · 
Montenegro ·
Nederland · 
Nieuw-Zeeland · 
Noord-Ierland ·
Noord-Macedonië ·
Noorwegen ·
Oeganda · 
Oekraïne · 
Oezbekistan · 
Oostenrijk · 
Paraguay · 
Peru · 
Polen · 
Portugal · 
Roemenië · 
Rusland · 
San Marino · 
Saoedi-Arabië · 
Schotland · 
Servië en Montenegro ·
Slovenië · 
Spanje · 
Thailand · 
Tsjechië · 
Turkije · 
Verenigde Arabische Emiraten · 
Verenigde Staten · 
Wales · 
Wit-Rusland · 
Zuid-Korea · 
Zweden · 
Zwitserland
Engeland (2016) ·
Nieuw-Zeeland (2010) · 
Polen (2021) · 
Rusland (2016) · 
Spanje (2021) · 
Wales (2016) · 
Zweden (2021)